# Ílhavo
Ílhavo – miejscowość w Portugalii, leżąca w dystrykcie Aveiro, w regionie Centrum w podregionie Baixo Vouga. Miejscowość jest siedzibą gminy o tej samej nazwie.

## Demografia
| Liczba ludności gminy Ílhavo (1801–2011) | Liczba ludności gminy Ílhavo (1801–2011) | Liczba ludności gminy Ílhavo (1801–2011) | Liczba ludności gminy Ílhavo (1801–2011) | Liczba ludności gminy Ílhavo (1801–2011) | Liczba ludności gminy Ílhavo (1801–2011) | Liczba ludności gminy Ílhavo (1801–2011) | Liczba ludności gminy Ílhavo (1801–2011) | Liczba ludności gminy Ílhavo (1801–2011) | Liczba ludności gminy Ílhavo (1801–2011) |
| ---------------------------------------- | ---------------------------------------- | ---------------------------------------- | ---------------------------------------- | ---------------------------------------- | ---------------------------------------- | ---------------------------------------- | ---------------------------------------- | ---------------------------------------- | ---------------------------------------- |
| 1801                                     | 1849                                     | 1900                                     | 1930                                     | 1960                                     | 1981                                     | 1991                                     | 2001                                     | 2004                                     | 2011                                     |
| 5436                                     | 6797                                     | 13 163                                   | 17 709                                   | 25 108                                   | 31 383                                   | 33 235                                   | 37 209                                   | 39 247                                   | 38 598                                   |

## Sołectwa
Sołectwa gminy Ílhavo (ludność wg stanu na 2011 r.):
- Gafanha da Encarnação – 5487 osób
- Gafanha da Nazaré – 14 756 osób
- Gafanha do Carmo – 1758 osób
- Ílhavo (ou São Salvador) – 16 597 osób

## Współpraca
- New Bedford, Stany Zjednoczone
- St. John’s, Kanada
- Newark, Stany Zjednoczone
- Funchal, Portugalia
- Cuxhaven, Niemcy
- Sofia, Bułgaria